# Han Seung-yeon
Han Seung-yeon (hangul: 한승연; hanja: 韓昇延; rr: Han Seung-yeon; MR: Han Sŭng-yŏn; Seul; 24 de julho de 1988), mais frequentemente creditada na carreira musical apenas como Seungyeon (hangul: 승연), é uma cantora e atriz sul-coreana. Realizou sua estreia no cenário musical em março de 2007 no grupo feminino Kara. Iniciou sua carreira de atriz através de uma participação na série de televisão Star In My Heart.

## Biografia
Seungyeon nasceu no dia 24 de julho de 1988 em Seul, Coreia do Sul. Ela realizou sua estreia como atriz infantil nos dramas Dear Ends (1993), Summer Showers (1995) e Star In My Heart (1997). Ela deixou a Coreia do Sul e se matriculou na Tenafly High School em Nova Jérsia, Estados Unidos. No entanto, Seungyeon deixou o país durante o ensino médio para seguir sua carreira musical. Após retornar para a Coreia do Sul, Seungyeon estreou como integrante do grupo  Kara, agenciado pela DSP Media, em 29 de marca de 2007. Durante seu tempo como integrante do Kara, ela passou por uma prova de qualificação do ensino médio na College Scholastic Ability Test e foi aceita pela Universidade Kyung Hee, com especialização em música e teatro.

## Carreira

### 2007–2008: Estreia com Kara e outras atividades
Seungyeon realizou sua estreia como integrante do grupo Kara em 29 de março de 2007 com o lançamento do single Break It. Sua apresentação ao vivo de estreia ocorreu no programa M Countdown, no mesmo dia. Entre 29 de abril de 2007 e 14 de outubro de 2008 Seungyeon foi MC MSL Break. Ela se tornou substituta de Tiffany, integrante do Girls' Generation, como co-anfitriã para Boys And Girls Music Countdown, ao lado dos atores Kim Hye-sung e Kim Soo-hyun. Seu seguimento foi finalizado em 8 de maio de 2009. Entre 7 de outubro e 15 de dezembro de 2008, Seungyeon se tornou membro do elenco do reality show da MBC Every1, I Need a Family - Season 2, onde diversos ídolos acoplados como uma família. Em 21 de novembro de 2008, Seungyeon se juntou ao elenco do programa de notícias da MBC Section TV.

### 2009–presente: Atividades individuais, separação de Kara e mudança de agência
Seungyeon colaborou com o rapper Nassun para o lançamento do single Come To Play como parte da trilha sonora Why You You Come To My House? (2009), onde mais tarde ela lançou seu primeiro single solo, intitulado Miracle. Em 7 de outubro, Seungyeon se tornou integrante do grupo Dream Team Girl Group, chamado 4TOMORROW para a nova campanha da Samsung, Samsung Anycall. O primeiro single digital Tomorrow foi lançado em 6 de outubro, enquanto o videoclipe da canção foi lançada em 12 de outubro, estrelado pelo ator Lee Dong-gun.
Em meados de 2010, Seungyeon lançou o single Super Star como parte da trilha sonora do drama da SBS, Mary Stayed Out All Night. No mesmo ano, ela se tornou co-anfitriã para o programa de variedades da da MBC Every1, I Love Pet, ao lado de sua colega de grupo Jiyoung. Meses depois, Seungyeon gravou o single Because of Love para ser usado como trilha sonora para o SBS Warrior Baek Dong Soo. Em julho de 2011, ela se tornou co-anfitriã para o novo programa de variedades da SBS, Animal Farm.
Seungyeon realizou sua estreia como solista em 30 de novembro de 2012 com o lançamento do single Guilty, acompanhado de seu videoclipe. Ela realizou sua apresentação de estreia no programa musical Music Core em 15 de dezembro. Em meados de 2013, Seungyeon apareceu como homólogo mais novada protagonista no drama Pure Love.
Em seu primeiro grande papel de apoio, Seungyeon desempenhou o papel de Choi Suk-bin no drama medieval Jang Ok Jung, Living By Love. Em meados de 2014, Seungyeon apareceu no drama Jang Bori Is Here. No mesmo ano, Seungyeon ganhou seu primeiro papel principal no drama Her Lovely Heels. Entre 23 de setembro de 2013 e 5 de fevereiro de 2014, Seungyeon se tornou MC no programa musical The Show ao lado de sua colega de grupo Gyuri.
Em 15 de janeiro de 2016, foi anunciado o fim de Kara após a expiração dos contratos das integrantes Gyuri, Seungyeon e Hara com a DSP Media. Alguns meses mais tarde, Seungyeon assinou um contrato com a agência de atuação J Wide Company. Em 26 de maio, Seungyeon realizou uma aparição no filme Bugs Attack. Em 20 de julho, ela estrelou no drama Hello My Twenties. Em 12 de outubro, Seungyeon foi lançada no filme Frame In Love. Em 11 de maio de 2017, Seungyeon foi escalada para estrelar o drama da JTBC Last Minute Romance.

## Discografia

### Extended play
| Uchuu                                                                                      | - Lançamento: 18 de janeiro de 2017 (Japão) - Gravadora: Sony Music Records - Formatos: CD, Digital download | — | 15 | JPN: 5,657+ |
| "—" indica lançamentos que não apresentaram gráficos ou não foram divulgados nessa região. | |   |    |             |

### Singles
Como artista principal
| Título                                                                     | Ano  | Melhor posição nas paradas | Álbum                             |
| Título                                                                     | Ano  | KOR                        | Álbum                             |
| -------------------------------------------------------------------------- | ---- | -------------------------- | --------------------------------- |
| "Gijeog" (Miracle)                                                         | 2009 | —                          | —                                 |
| "Super Star"                                                               | 2010 | 96                         | Mary Stayed Out All Night         |
| "Salang Ttaemune" (Because Of Love)                                        | 2011 | —                          | Warrior Baek Dong-soo             |
| "Guilty"                                                                   | 2012 | 155                        | Kara Solo Collection              |
| "Honja Salanghalkkayo" (Should I Love Alone)                               | 2014 | —                          | —                                 |
| "Hello" (with Gyuri)                                                       | 2014 | —                          | Blade Man                         |
| "Du Salam" (dueto) (with Kim Soo Hyung)                                    | 2014 | —                          | —                                 |
| "Jeo Byeolkkaji Deullige" (Can Be Heard From The Stars) (with Kim Da-hyun) | 2014 | —                          | —                                 |
| "Geuttaen Alji Moshaessnabwa" (From Now) (with Lee Sang Gon)               | 2015 | —                          | —                                 |
| "Geuaen Na" (U&I)                                                          | 2016 | —                          | —                                 |
| "Jal Itni" (Do You Remember?)                                              | 2016 | —                          | —                                 |
| "Sigan-ui Ondo" (The Temperature of Time)                                  | 2018 | —                          | At The Moment : When Time Stopped |
| "I Love Me"                                                                | 2019 | —                          | —                                 |
| "Annyeong tto Annyeong" (Goodbye Again Goodbye)                            | 2019 | —                          | Perfume                           |

Como artista destaque
| Título                                                         | Ano  | Álbum                 |
| -------------------------------------------------------------- | ---- | --------------------- |
| "Nolleowa" (Come To Play) (Nassun feat. Seungyeon)             | 2009 | Nassun Happyface      |
| "Tomorrow" (4 Tomorrow (Seungyeon, Gain, Uee e Hyuna)          | 2009 | Dugeundugeun Tomorrow |
| "Talk About Love" (W Foundation Campaign with various artists) | 2014 | —                     |

### Colaborações
| Ano  | Título                                                                             | Álbum                               |
| ---- | ---------------------------------------------------------------------------------- | ----------------------------------- |
| 2010 | "Bingeul Bingeul" (Round and Round) (No Brain feat. SeungYeon, Nicole Jung, Gyuri) | MBC Music Travel Lalala Live Vol.11 |
| 2014 | "Cheos Salang" (First Love) (com Gyuri)                                            | DSP Special Album "White Letter"    |

## Filmografia

### Filmes
| Ano  | Título             | Papel                  | Notas             |
| ---- | ------------------ | ---------------------- | ----------------- |
| 1993 | "Dead Ends"        | —                      | —                 |
| 1995 | "Summer Showers"   |                        |                   |
| 2013 | Epic               | Mary Katherine (M. K.) | Dublagem coreana  |
| 2013 | Kara The Animation | ela mesma              | Dublagem japonesa |

### Séries de televisão
| Ano  | Título                          | Emissora  | Notas             |
| ---- | ------------------------------- | --------- | ----------------- |
| 1997 | Star In My Heart                | MBC       | Garota órfã       |
| 2010 | More Charming By The Day        | MBC       | Aparição especial |
| 2011 | URAKARA                         | TV Tokyo  | Seungyeon         |
| 2012 | Salamander Guru and The Shadows | SBS       | Aparição especial |
| 2013 | A Bit of Love                   | KBS2      | Kim Sun-mi        |
| 2013 | Jang Ok Jung, Living By Love    | SBS       | Choi Musuri       |
| 2014 | Her Lovely Heels                | SBS       | Shin Ji-hoo       |
| 2014 | Jang Bo Ri Is Here!             | MBC       | Lee Ga-eul        |
| 2014 | Secret Love                     | DRAMAcube | Chang Ji-hye      |
| 2014 | Guitar and Hot Pants            | MBC       | Anna              |
| 2016 | Hello, My Twenties!             | JTBC      | Jung Ye-eun       |
| 2017 | Last Minute Romance             | JTBC      | Baek Se           |
| 2017 | Hello My Twenties 2             | JTBC      | Jung Ye-eun       |
| 2018 | About Time                      | TVN       | Jeon Sang-hee     |

### Programas de variedades
| Ano  | Título                       | Emissora   | Notas       |
| ---- | ---------------------------- | ---------- | ----------- |
| 2007 | Han Seung Yeon MSL Break     | —          | —           |
| 2008 | I Need a Family – Season 2   | MBC Every1 | —           |
| 2008 | Boys & Girls Music Countdown | Mnet       | —           |
| 2010 | I Love Pet                   | MBC Every1 | com Jiyoung |
| 2011 | Animal Farm                  | SBS        | —           |
| 2013 | The Show                     | ASBS MTV   | com Gyuri   |

## Prêmios
| Ano  | PRêmio                           | Categoria                              | Trabalho nomeado    | Resultado |
| ---- | -------------------------------- | -------------------------------------- | ------------------- | --------- |
| 2015 | 9th Cable TV Broadcasting Awards | Best Couple Award (com Hong Jong-hyun) | Her Lovely Heels    | Venceu    |
| 2016 | 9th Korea Drama Award            | Hallyu Star Award                      | Hello, My Twenties! | Venceu    |